# 帕马 (俄亥俄州)
帕马（Parma）是美国俄亥俄州凯霍加县的一个城市，位于克利夫兰南部的边缘，既是内环，也是克利夫兰最大的郊区。 ，根据2010年人口普查，帕马被列为俄亥俄州第七大城市，也是克利夫兰后凯霍加县第二大城市。

## 历史
1806年，成为帕马和帕马高地的地区最初由康涅狄格州土地公司的测量师亚伯拉罕·塔潘（Abraham Tappan）进行了调查，被称为镇区6号 - 范围13号。这个名称给了该镇在西部保护区的第一个身份。不久之后，镇区6号 - 范围13号通常被称为“Greenbriar”，据说是因为在那里生长的散漫的丛林。